# Ірена Яроцька
Ірена Ванда Яроцька (пол. Irena Wanda Jarocka; 18 серпня 1946, Сребрна Гура, Великопольського воєводства Польща — 21 січня 2012, Варшава) — польська естрадна співачка.

## Біографія

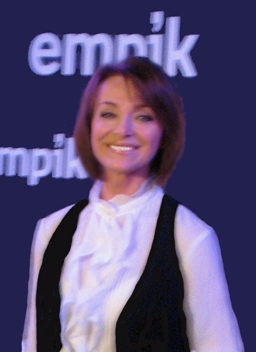
Ірена Яроцька, 2008

Виступати Ірена почала в ранньому віці, беручи участь у конкурсах самодіяльності. Співпрацювала із естрадним ансамблем військово-морського флоту. Дебютувала у 1966 році в ґданському клубі «Рудий кіт». У 1967 р. вперше виступила на Фестивалі польської пісні в Ополє. Перший справжній успіх прийшов до співачки після виступу на тій же сцені в 1967 р. з піснею «Gondolierzy znad Wisły».
Неодноразово виступала на сопотському Міжнародному фестивалі пісні.
У 1969—1973 роках навчалась в Парижі. Вдосконалювала свою вокальну майстерність в консерваторії Petit Conservatoire de la Chanson при паризькій Олімпії. Там же записала кілька альбомів на студії Philips. Гастролювала з такими зірками, як Шарль Азнавур, Мірей Матьє, Мішель Сарду, Енріко Масіас та ін.
У Польщі виступала спільно з ансамблями «Polanie», Czerwone Gitary і Budka Suflera. Крім Польщі, гастролювала в Австралії, Болгарії, НДР, Канаді, Чехословаччині, Люксембургу, Італії, Португалії, СРСР, США, Франції, ФРН, Швейцарії і ряді ін. країн.
У 1990 році переїхала з чоловіком до США. Продовжувала гастролювати, працювала в суспільних організаціях, багато подорожувала.
У 2007 р. повернулась до Польщі. Продовжила запис альбомів — останній з них, «Piosenki francuskie», вийшов 2012 р. Протягом кількох місяців боролась з раком. Померла внаслідок гліоми головного мозку 21.01.2012 року і похована на Варшавському кладовищі «Старі Повонзки».
Класична естрадна співачка золотої епохи попмузики. Стала широко відома завдяки своїм грамзаписам і радіогітам, а також частим виступам на пісенних фестивалях, участі в телевізійних програмах.

## Дискографія

### Альбоми
- 1974 — W cieniu dobrego drzewa
- 1976 — Gondolierzy znad Wisły
- 1977 — Wigilijne życzenie
- 1977 — Koncert
- 1978 — Być narzeczoną twą
- 1981 — Irena Jarocka
- 1987 — Irena Jarocka
- 1992 — My French Favorites
- 2001 — Mój wielki sen
- 2004 — Kolędy bez granic
- 2008 — Małe rzeczy
- 2010 —  Ponieważ znów są Święta
- 2012 —  Piosenki francuskie

### Сингли
- 1969 — Il faut y croire/Tu me reviendras
- 1970 — Tant que la barque va/Et ce sera moi
- 1974 — Śpiewam pod gołym niebem/Wymyśliłam Cię/Nie wrócą te lata/W cieniu dobrego drzewa
- 1975 — Junge Liebe/Warum weint der Wind
- 1975 — Kocha się raz/Zawsze pójdę z tobą
- 1976 — Sag ihm, das ich ihn liebe/Auf dem Bahnsteig Nr. 8
- 1976 — Odpływają kawiarenki/Przeczucie
- 1976 — Sto lat czekam na twój list/By coś zostało z tych dni
- 1977 — Morgenrot/Unser Zelt aus Stroh
- 1978 — Garść piasku/Chyba się warto o mnie bić
- 1978 — Niech tańczą nasze serca/Mój słodki Charlie
- 1978 — Nie wiadomo, który dzień/Wszystko dam
- 1978 — Być narzeczoną twą/Przeoczone, zawinione
- 1978 — Nadzieja/Był ktoś
- 1979 — Piosenka spod welonu/Mon Harley Davidson/Plaisir d'amour/Aranjuez mon amour
- 1980 — To za mało/Nie odchodź jeszcze
- 1981 — Tańczy niedziela/Gimmie Some Lovin'
- 1981 — Mam temat na życie/Bliski sercu dzień
- 2001 — Magia księżyca/Dance Remix: Motylem jestem, Kawiarenki, Nie wrócą te lata
- 2002 — Na krakowską nutę — duet z zespołem Wawele
- 2008 — Małe rzeczy
- 2009 — No to co
- 2010 — Break Free — duet z Michaelem Boltonem
- 2010 — Ponieważ znów są Święta

### Збірки
- 1995 — Wielkie przeboje
- 1995 — Kolekcja vol.1
- 1995 — Kolekcja vol.2
- 1998 — Odpływają kawiarenki — Złota kolekcja
- 2002 — Złote przeboje — Platynowa kolekcja
- 2003 — Motylem jestem
- 2006 — Moje złote przeboje — Platynowa kolekcja
- 2006 — Piosenki o miłości — Platynowa kolekcja
- 2010 — Największe przeboje 1 — nowe nagrania największych przebojów, cz. 1
- 2010 — Największe przeboje 2 — nowe nagrania największych przebojów, cz. 2